# Takatsukasa Fuyuhira
Takatsukasa Fuyuhira (鷹司 冬平?   1275 – 11 de febrero de 1327) fue un kugyō (cortesano japonés de alta categoría) que vivió en la segunda mitad de la era Kamakura. Fue miembro de la familia Takatsukasa (derivada del clan Fujiwara) e hijo de Takatsukasa Kanetada y adoptado por Takatsukasa Mototada.
Ingresó a la corte imperial en 1284 con el rango shōgoi inferior y luego ascendido al rango jushii inferior. En 1285 fue promovido al rango jushii superior y luego al rango jusanmi, en 1286 fue elevado al rango shōsanmi. En 1288 fue nombrado como vicegobernador de la provincia de Sanuki, gonchūnagon y elevado al rango junii. En 1290 fue promovido a gondainagon y elevado al rango shōnii.
Entre 1299 y 1302 ocupó el cargo de naidaijin, y entre 1302 y 1305 fue promovido a udaijin, adicionalmente en 1302 fue ascendido al rango juichii. En 1305 fue nombrado sadaijin, en 1306 como tutor imperial y entre 1307 y 1308, tutor del príncipe imperial Tomihito (futuro Emperador Hanazono). Entre 1308 y 1311 fue sesshō (regente) del joven emperador Hanazono, también en 1308 fue nombrado líder del clan Fujiwara. Adicionalmente, en 1309 fue nombrado tutor del príncipe imperial Takaharu (futuro Emperador Go-Daigo). Posteriormente fue nombrado Daijo Daijin (canciller imperial) entre 1310 y 1311.
Cuando el Emperador Hanazono alcanzó su mayoría de edad en 1311, Fuyuhira siguió asumiendo la regencia, pero como kanpaku hasta 1313. Luego volvería a ser kanpaku del emperador entre 1315 y 1316. Asumió por segunda vez como Daijo Daijin entre 1323 y 1327, y además entre 1324 y 1327 fue kampaku del Emperador Go-Daigo, hasta su fallecimiento.
Tuvo como hijos a Takatsukasa Morohira y Takatsukasa Fuyunori (hijo adoptivo).
Como literato, ayudó a su padre Mototada junto con sus hermanos Fuyumoto y el monje Ryōshin, en la compilación del Kasuga Gongen Genki E (春日権現験記絵?), una serie de rollos pintados (emakimono) con historias contadas por el monje Kakuen. Fuyuhira compiló los rollos sexto al octavo.